# John Montagu Douglas Scott, 7.º Duque de Buccleuch
John Charles Montagu Douglas Scott, 7.º Duque de Buccleuch e 9.º Duque de Queensberry (30 de março de 1864 — 19 de outubro de 1935) foi um membro do parlamento e um nobre escocês.
John nasceu como o segundo filho de William Montagu Douglas Scott, 6.º Duque de Buccleuch e de sua esposa, Lady Louisa Jane Hamilton, uma filha do 1.º Duque de Abercorn.
De 1895 até 1906, John foi um membro do parlamento pelo distrito eleitoral de Roxburghshire.
Em 1923, ele criou formalmente a companhia Buccleuch Estates Ltd, atualmente chamada de Grupo Buccleuch.

## Casamento e filhos
Em 30 de janeiro de 1893, John Montagu-Douglas-Scott casou-se com Lady Margaret Bridgeman, segunda filha do 4.º Conde de Bradford. O casal teve oito filhos:
- Lady Margaret Ida Montagu-Douglas-Scott (1893-1976), casou-se com o almirante Sir Geoffrey Hawkins (nascido em 1895).

- Walter John Montagu-Douglas-Scott, 8.º Duque de Buccleuch (1894-1973)

- Lord William Walter Montagu-Douglas-Scott (1896-1958), casou-se Lady Rachel Douglas-Home (filha de Charles Douglas-Home, 13.º Conde de Home).

- Lady Sybil Anne Montagu-Douglas-Scott (1899-1990), casou-se com Charles Phipps.

- Lady Alice Christabel Montagu-Douglas-Scott (1901-2004), casou-se com o príncipe Henrique, Duque de Gloucester.

- Lady Mary Theresa Montagu-Douglas-Scott (1904-1984), casou-se com David Cecil, 6.° Marquês de Exeter.

- Lady Angela Christine Rose Montagu-Douglas-Scott (n. 26 de dezembro de 1906- m. 28 de setembro de 2000), casou-se com o vice-almirante Sir Peter Dawnay.

- Lord George Francis John Montagu-Douglas-Scott (n. 8 de julho de 1911- m. 8 de junho de 1999), casou-se com Mary Bishop.